# Borough of Congleton
Congleton war ein District mit dem Status eines Borough in der Grafschaft Cheshire in England, die nach der Stadt Congleton benannt war. Verwaltungssitz war jedoch Sandbach. Weitere bedeutende Orte waren Alsager, Holmes Chapel und Middlewich.
Der Bezirk wurde am 1. April 1974 gebildet und entstand aus der Fusion des ursprünglichen Borough of Congleton, der Urban Districts Alsager und Middlewich sowie der Rural Districts Sandbach und Congleton. Am 1. April 2009 wurde er aufgrund einer Gebiets- und Verwaltungsreform aufgelöst und ging in der neuen Unitary Authority Cheshire East auf.